# Avril 2017
Avril 2017 est le 4e mois de l'année 2017.

## Évènements
- 1er avril :
  - élections législatives partielles en Birmanie ;
  - une coulée de boue fait plus de 300 morts à Mocoa en Colombie.
- 2 avril :
  - élections législatives en Arménie ;
  - élection présidentielle en Équateur (2e tour) ;
  - élection présidentielle en Serbie.
- 3 avril :
  - en Russie, un attentat dans le métro de Saint-Pétersbourg fait au moins 14 morts ;
  - la découverte d'une nouvelle pyramide sur le site de Dahchour (Égypte) est annoncée.
  - la découverte du premier poisson cavernicole d'Europe, la loche franche cavernicole, étroitement apparentée à Barbatula barbatula, est annoncée[1].
- 4 avril :
  - un nouveau billet de 50 euros est mis en circulation ;
  - une attaque chimique imputée à l’armée arabe syrienne à Khan Cheikhoun, près de Hama, fait plus de 100 morts et 400 blessés.
  - Meurtre de Sarah Halimi
- 6 avril :
  - élections législatives en Gambie ;
  - Kaiane Aldorino, Miss Gibraltar et Miss Monde 2009 devient maire de la ville de Gibraltar.
- 7 avril :
  - en représailles de l'attaque chimique du 4 avril, les États-Unis bombardent la base aérienne d'Al-Chaayrate en Syrie ;
  - en Suède, un attentat dans le centre-ville de Stockholm fait 5 morts et une dizaine de blessés.
- 8 avril : en France, les huit caches d'armes dont l'ETA a donné l'emplacement aux autorités sont investies par la police.
- 9 avril :
  - élection présidentielle et référendum en Ossétie du Sud ;
  - en Égypte, des attentats dans les églises de Tanta et d'Alexandrie font au moins 28 morts et 71 blessés.
- 13 avril : les États-Unis bombardent une position de l'État islamique en Afghanistan, utilisant pour la première fois une MOAB, leur bombe non nucléaire la plus puissante.
- 14 avril : les États-Unis envoient un groupe aéronaval face à la Corée du Nord.
- 15 avril :
  - un attentat contre un convoi de déplacés près d'Alep (Syrie) fait au moins 126 morts.
  - la Jamaïcaine Violet Brown devient à 117 ans la nouvelle doyenne de l’humanité. Depuis, plus aucune personne née avant 1900.
- 16 avril : référendum constitutionnel en Turquie.
- 19 avril : l'astéroïde 2014 JO25, un volumineux géocroiseur, passe à proximité de la Terre.
- 19, 20, 27 et 28 avril : élection présidentielle en Albanie.
- 20 avril : un attentat à Paris fait deux morts — l'un des policiers visés par la fusillade et l'assaillant — et trois blessés.
- 21 avril :
  - en Russie, un attentat contre les locaux du FSB à Khabarovsk fait deux morts ;
  - une attaque contre une base militaire en Afghanistan fait au moins 100 morts[2].
- 22 avril : Marche pour les sciences dans plusieurs dizaines de pays du monde.
- 23 avril : élection présidentielle en France (1er tour).
- 26 avril : la république populaire de Chine lance le premier porte-avions construit sur son sol.
- 28 avril : élections législatives à Curaçao.
- 29 avril : le gouvernement turc bloque l'accès à Wikipédia.
- 30 avril :
  - élections cantonales vaudoises de 2017
  - en Italie, Matteo Renzi est réélu à la tête du Parti démocrate.